# Tithorea mira
Tithorea mira är en fjärilsart som beskrevs av Heinrich Neustetter 1929. Tithorea mira ingår i släktet Tithorea och familjen praktfjärilar. Inga underarter finns listade i Catalogue of Life.